# جوب (رسام)
جوب (بالفرنسية: Job)‏ هو رسام توضيحي ورسام ورسام كارتون فرنسي، ولد في 25 نوفمبر 1858 في بار لو دوك في فرنسا، وتوفي في 15 سبتمبر 1931 في نويي-سور-سين في فرنسا.